# Froydis Ree Wekre
Froydis Ree Wekre (Oslo, Noruega, 1941) es una trompista noruega. Nacida en el seno de una familia de músicos, desde muy joven comenzó a estudiar piano y violín, aunque a los 17 años se decidió por la trompa. Además de cursar estudios en Oslo, también se formó en Suecia, Rusia y Estados Unidos, y cuenta entre sus principales profesores a Wilhelm Lanzky-Otto y Vitaly Boujanovsky. 
Después de ganar el primer premio en un concurso nacional para músicos de viento, le fue ofrecido en 1965 el puesto de ayuda de solista de la Orquesta Filarmónica de Oslo, puesto en el que estuvo hasta 1990. 
Froydis Ree Wekre es profesora de trompa y de música de cámara en la Academia Noruega de Música. Actúa como solista, interpreta música de cámara, da conferencias, imparte clases magistrales y participa como jurado en concursos internacionales. Ha sido artista invitada, entre otros, en los festivales de Banff (Canadá), Sarasota (EE. UU.) y Musica Riva (Italia). 
Su libro Thoughts on Playing the Horn Well ha sido traducido a varios idiomas. Numerosos compositores han escrito obras para ella, que se han grabado bajo los sellos Simax y Crystal. Ha sido, durante dos años, presidenta de la Sociedad Internacional de Trompa, de la que es miembro honorario desde 1994.